# Chrysichthys depressus
Chrysichthys depressus es una especie de pez de la familia Claroteidae  en el orden de los Siluriformes.

## Morfología
Los machos pueden llegar alcanzar los 19,5 cm de longitud total.

## Hábitat
Es un pez de agua dulce y de clima tropical.

## Distribución geográfica
Se encuentran en África: Boma (República Democrática del Congo ).